# Кранобудівна фірма Стріла
Кранобудівна фірма Стріла — потужне машинобудівне підприємство, що спеціалізується на виготовленні вантажопідіймальної техніки в місті Бровари.

## Історія
В 1965 році в місті Бровари був створений ремонтно-механічний завод, який почав роботу з виготовлення спеціальних металоконструкцій, ремонту екскаваторів, автомобільних кранів та іншої техніки. З 1988 року підприємство зазнало масштабної реконструкції, під час якої обладнання було повністю оновлено та зорієнтовано на виробництво гідравлічних кранів на автомобільних шасі — ЗІЛ, КамАЗ, КрАЗ, Т-62 та ін. 
З 1989 року завод виробляє автомобільні крани вантажопідйомністю від 6 до 25 т на базі шасі КрАЗ та КамАЗ. 
В 1990 році розпочато серійний випуск унікальних кранів третього покоління — КС 4574 (вантажопідйомністю 16 т), КС 45711 (22,5 т), КС 55712 (25 т).
У 1991 році після розпаду колишнього СРСР виникли проблеми з поставками комплектуючих і шасі з Росії. В результаті реалізації антикризових заходів, замовлення на ряд комплектуючих були розміщені на українських заводах. Також була розроблена прив'язка кранової установки до шасі КрАЗ-65101 і подана заявка в національний інститут електрозварювання ім. Патона про розробку особливо міцної сталі для виготовлення телескопічних стріл. 
В 1993 році підприємство стало відкритим акціонерним товариством, а з 1995 носить свою сучасну назву. 
За 1990-ті роки заводом освоєно серійне виробництво автокранів: КС-4574, КГС-16, КС-45711, КС-2574. 
Новітня розробка спеціалістів фірми «Стріла» — автокран КС-55712. Він підіймає 25-тонний вантаж, а трьохсекційна телескопічна стріла на шасі КрАЗ-65101 здатна підняти цей вантаж на висоту 9,7-21,7 метра. Для збільшення висоти підйому до 30,7 м як змінне обладнання крану може бути застосований подовжувач.
Кран КС-55712 оснащений сучасним мікропроцесорним приладом ПЗК-10 із вбудованою апаратурою реєстрації параметрів (чорна скринька) та всіма необхідними запобіжними пристроями. Кран КС-55712 сертифіковано у системі УкрСЕПРО та відповідає усім обов’язковим вимогам діючої нормативної документації. Технічні параметри КС-55712 відповідають аналогам фірми «Като» (Японія) та «Бумар» (Польща). Ця дуже надійна машина користується підвищенним попитом у споживачів, працює не тільки в Україні, а й в Угорщині, Польщі, Єгипті, Ємені, Алжирі, Ірані.
В 2001 році фірма «Стріла» освоїла виробництво ще двох модифікацій автокрану КС-55712-1 на шасі повноприводного автомобілю КамАЗ-53228 та КС-55712-2 на шасі посиленої вантажопідйомністі КамАЗ-53229. Обидва шасі оснащені сучасними дизельними двигунами з турбонаддувом, моделі 740.11-240 (EVRO-1) — економічними і мінімально забруднюючими навколишнє середовище. В цьому ж році автокран «Броварчанець» отримав престижну європейську нагороду «Золоту медаль Асоціації сприяння промисловості Франції».

## Продукція
- Автокран на шасі КрАЗ КС-4574-2, вантажопідйомність — 16 т
- Автокран на шасі КрАЗ КС-5512, вантажопідйомність — 25 т
- Автокран на шасі КамАЗ, КС-4574-1
- Автокран КС-5572-1 (всюдихід), вантажопідйомність — 25 т
- Автокран КС-55712-2, вантажопідйомність — 25 т
- Гідроциліндри